# Јоргос Аспиотис
Јоргос Аспиотис (грч. Γεώργιος Ασπιοτις) је био грчки бициклиста, који је учествовао на Олимпијским играма 1896. у Атини.
Аспиотис је 12. априла учествовао у друмској трци на 87 километара од Атине до Маратона и назад. Његов пласман је од четвртог до седмог места, али се тачно није могао одредити јер времена нису регистрована.